# 库舒胡姆市镇
库舒胡姆镇级市镇（烏克蘭語：Кушугумська селищна громада），是乌克兰扎波羅熱州扎波羅熱區的一个市镇，行政中心为库舒胡姆。市镇面积为216.2平方公里，人口数量为17,120人（2020年）。

## 居民点
该市镇包括3个镇：：
- 库舒胡姆
- 巴拉比内
- 小卡捷琳尼夫卡